# Eleição presidencial na Transnístria em 2021
As eleições presidenciais foram realizadas na Transnístria em 12 de dezembro de 2021 com votação antecipada começando em 6 de dezembro de 2021. Dois candidatos puderam se registrar para participar nas eleições, o presidente em exercício Vadim Krasnoselski, e Sergei Pinzar, que ficou em segundo lugar em 2016.
O Presidente Vadim Krasnoselski foi reeleito com uma margem tão importante que os resultados, que deveriam ser anunciados no dia seguinte, 13 de dezembro de 2021, foram anunciados à noite. A participação eleitoral foi muito baixa, mas não o suficiente para invalidar os resultados das eleições.

## Candidatos
Vadim Krasnoselski, vencedor das eleições de 2016 e presidente em exercício, concorreu à reeleição. Ele teve a oposição de Sergei Pinzar, um fazendeiro e legislador da legislatura distrital de Grigoriopol.

## Condução
Apenas observadores eleitorais da Rússia monitoraram as eleições. A Moldávia solicitou que outras nações não observassem as eleições porque isso poderia legitimar o disputado status da Transnístria.
Foram tomadas medidas para facilitar a participação eleitoral na sequência da fraca participação nas eleições legislativas russas de setembro de 2021, nas quais dois terços dos cidadãos da Transnístria tinham o direito de votar, uma vez que possuíam passaportes russos. A votação antecipada foi implementada na semana das eleições.

## Resultados
A participação foi significativamente menor do que nas eleições de 2016. No entanto, o limite de 25% abaixo do qual as eleições não são consideradas válidas foi assim evitado.
| Candidato                            | Partido                              | Votos   | %      |
| ------------------------------------ | ------------------------------------ | ------- | ------ |
| Vadim Krasnoselski                   | Independente                         | 113,620 | 87.04  |
| Sergei Pinzar                        | Independente                         | 16,914  | 12.96  |
| Total                                | Total                                | 130,534 | 100    |
| Votos válidos                        | Votos válidos                        | 130,534 | 91.25  |
| Votos inválidos/em branco            | Votos inválidos/em branco            | 12,520  | 8.75   |
| Votos totais                         | Votos totais                         | 143,054 | 100.00 |
| Eleitores registrados/comparecimento | Eleitores registrados/comparecimento | 405,294 | 35.30  |
| Fonte: BalkanInsight, CEC, CEC       |                                      |         |        |

## Reações internacionais
- Romênia – O Ministério dos Negócios Estrangeiros da Romênia declarou que não reconhecia as eleições na Transnístria e que apoiava uma resolução pacífica e duradoura do conflito da Transnístria e da integridade territorial da Moldávia.[7]